# État-major
D'une manière générale, un état-major est un organisme ou une équipe, chargé de conseiller et d'assister un dirigeant. 
L'expression apparaît déjà sur le plan de l'école Militaire sous Louis XV.
Créé par Scharnhorst et Clausewitz, dans le cadre de la grande réforme (Die Heeresreform) de l'armée prussienne à la suite de la défaite d'Iéna, le terme désigne l'ensemble des officiers et du personnel militaires attachés à un officier supérieur ou général comme agents d'élaboration et de transmission des ordres. 
On l'emploie désormais dans toutes les organisations complexes, grandes entreprises, administrations ou partis politiques, pour désigner la structure de direction ou le siège social de cette organisation, et — par métonymie — le lieu où se trouve cette direction centrale.

## État-major civil
Synonyme d'équipe de direction.

## État-major militaire

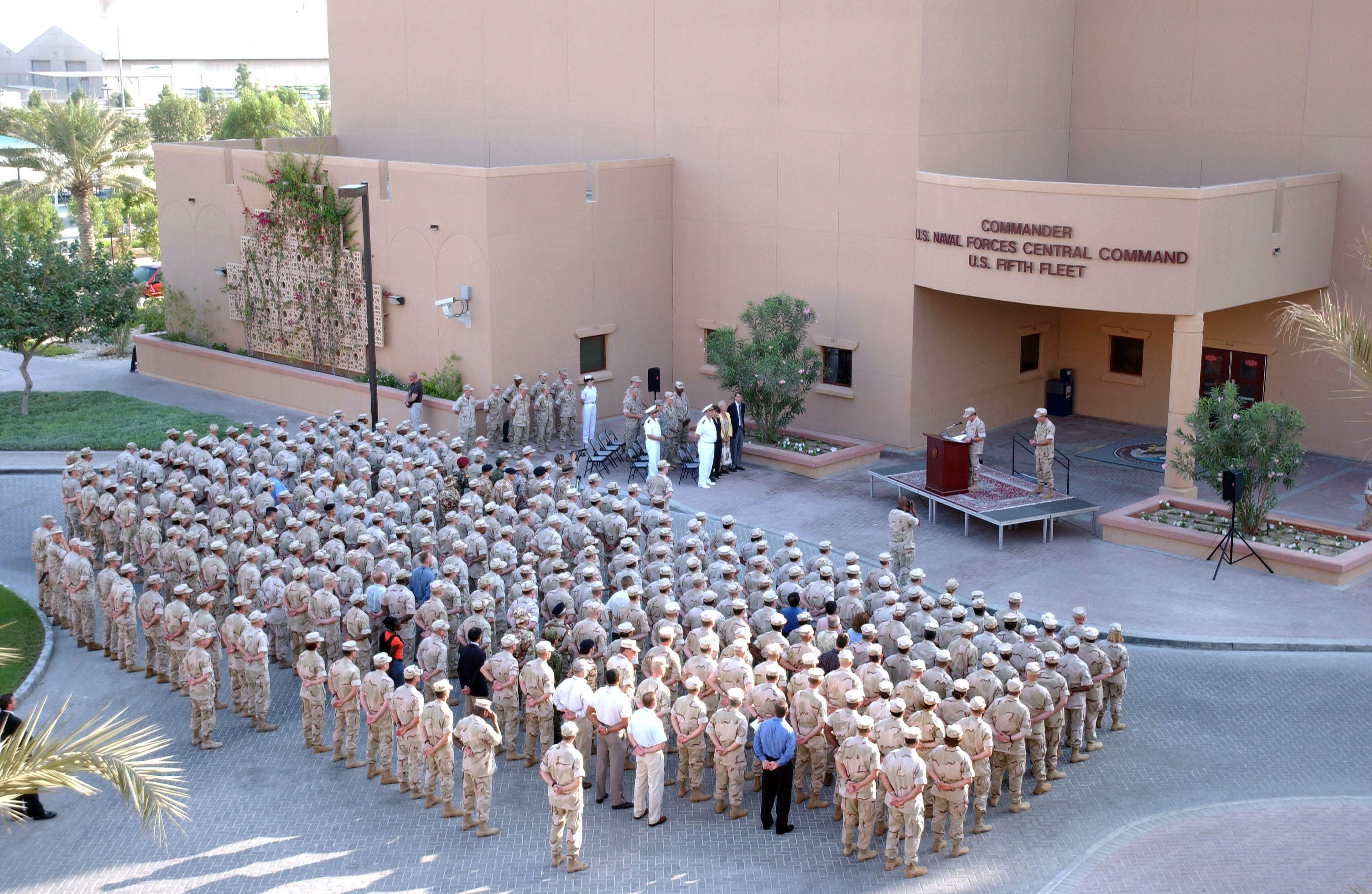
Cérémonie de passation de pouvoir au quartier général d'état-major de la cinquième flotte américaine le 3 novembre 2005. Situé au Bahreïn, il opère dans le cadre du Central Command.

### État-major contemporain
Dans le domaine militaire, un état-major est composé pour l'essentiel d'officiers, ainsi que de personnel de soutien (secrétaires, informaticiens, transmetteurs) et est chargé de synthétiser l'information, d'aider à la décision, d'organiser, de planifier, de programmer, d'établir les ordres, d'en contrôler l'exécution, de suivre les événements et d'en tirer les enseignements. 
On trouve des états-majors à tous les échelons des forces armées, que ce soit l'unité (régiment, navire de guerre…), la force (brigade, division, escadre, armée…) ou encore au niveau central. Ils sont regroupés dans ce que l'on appelle un quartier-général.
- Au niveau de l'unité, l'état-major désigne généralement l'ensemble des officiers.
- Un état-major de force peut être permanent ou n'être constitué que pour l'opération pour laquelle la force est réunie. Il est interarmées s'il rassemble des éléments des trois armées (terre, mer, air). Il est multinational pour diriger une force rassemblant des éléments de plusieurs nations. L'état-major est constitué de bureaux (organisation, renseignement, plans, opérations, personnel, transmissions, santé, actions civilo-militaires…) ; son organisation, parmi les pays de l'OTAN est standardisée. Son domaine d'action est tactique ou opératif. L'état-major est dirigé par un chef d'état-major qui est l'adjoint direct du commandant de la force ou de l'opération.
- Au niveau central, les états-majors d'armées ou interarmées sont les organes de direction des armées, de l'Armée de terre, de l'Armée de l’air ou de la Marine. Leurs domaines d'action sont stratégiques ou politico-militaires. Ils travaillent en particulier à déterminer l'organisation générale des armées, le concept d'emploi des forces et leurs format et matériels futurs, ainsi qu'à contrôler l'exécution des programmes et du budget.

Dans la plupart des pays, les officiers se préparent à exercer des fonctions dans les états-majors en suivant les cours des collèges de défense ou écoles de guerre.

#### Codes OTAN
Selon la nomenclature de l'OTAN, les fonctions de l'état-major sont dénommées par une lettre - J pour Joint, interarmées - suivie d'un chiffre pour la fonction. Cette nomenclature est reprise dans les opérations de l'Union européenne.
- J1 : personnel
- J2 : renseignement
- J3 : opérations
- J4 : logistique
- J5 : planification et politique
- J6 : systèmes d'informations et communications (Sic)
- J7 : exercices et retour d'expérience (retex)
- J8 : budget et financement
- J9 : actions civilo-militaires (Cimic)

La lettre peut être remplacée par A dans le cas d'un état-major dépendant de l'armée de l'air, G (comme ground) dans l'armée de terre (ou du corps des Marines américains), N (comme navy) dans la Marine, ou encore S dans le cas des états-majors des unités de l'US Army et l'US Marine Corps commandées par un officier supérieur (bataillons, régiments, brigades endivisionnées).

#### En France
Plusieurs états-majors centraux existent :
- EMA : l'état-major des armées pour l’ensemble des forces armées françaises ;
- EMAT : l'état-major de l'Armée de terre pour l'Armée de terre ;
- EMM : l'état-major de la Marine pour la Marine nationale ;
- EMAAE : l’état-major de l'Armée de l'Air et de l'Espace pour l'Armée de l'Air et de l'Espace ;
- CNO : Centre National des Opérations pour la Gendarmerie nationale.

Ils sont dirigés par un officier général appelé « chef d’état-major » (« directeur général » pour la Gendarmerie nationale) secondé par un major général.
L'EMP est l'état-major particulier du président de la République, qui est le « chef des armées » selon les termes de la Constitution de la Ve République, en vigueur depuis 1958.
La Gendarmerie nationale est placée sous l'autorité de la direction générale de la Gendarmerie nationale (DGGN), direction générale dépendant depuis 2009 du ministère de l'Intérieur.

#### Au Sénégal
EMGA : l’état-major général des Armées du Sénégal est sis au Quartier Dial Diop à Dakar.
CEMGA : le chef d'état-major général des Armées.